# Dreiphasenwechselstrom-Transformator

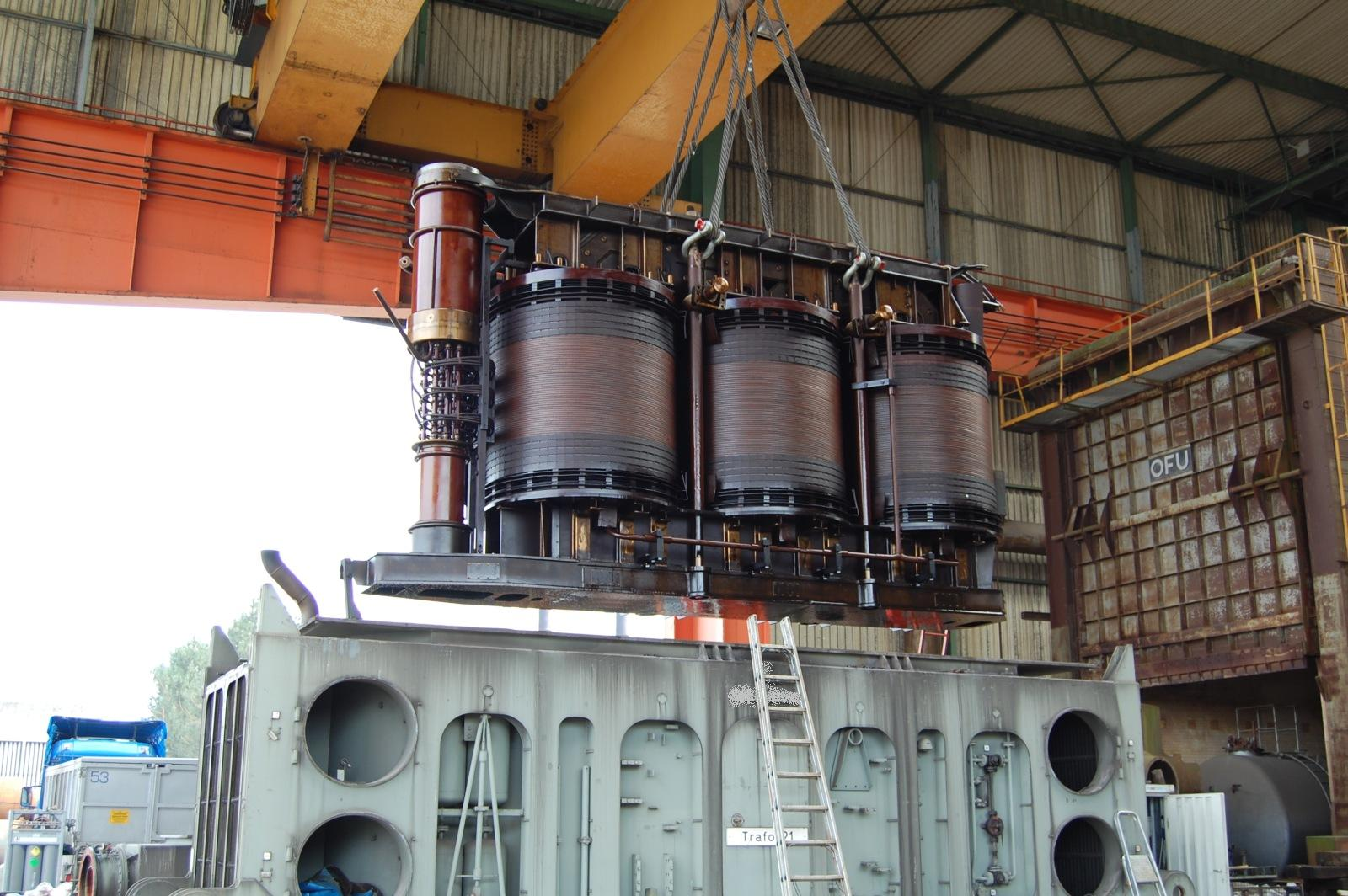
Dreiphasenwechselstrom-Transformator bei der Demontage

Ein Dreiphasenwechselstrom-Transformator, Dreiphasentransformator oder Drehstromtransformator fasst die zur Transformation in einem Dreiphasensystem notwendigen drei einzelnen Transformatoren zu einem einzigen zusammen. Typischerweise sind Leistungstransformatoren als Dreiphasentransformator ausgeführt. Der erste Dreiphasentransformator wurde 1890 von Michail Dolivo-Dobrowolski bei der AEG in Berlin gebaut, nachdem er dort zuvor das Dreiphasensystem entwickelt hatte. Der erste praktische Einsatz von Dreiphasentransformatoren zur elektrischen Übertragung von Energie mit hochtransformiertem Dreiphasenwechselstrom erfolgte im Jahr darauf bei der Drehstromübertragung Lauffen–Frankfurt im Rahmen der Internationalen Elektrotechnischen Ausstellung 1891.

## Aufbau

Wicklungsaufbau eines Dreiphasentransformators (Dreischenkelausführung)

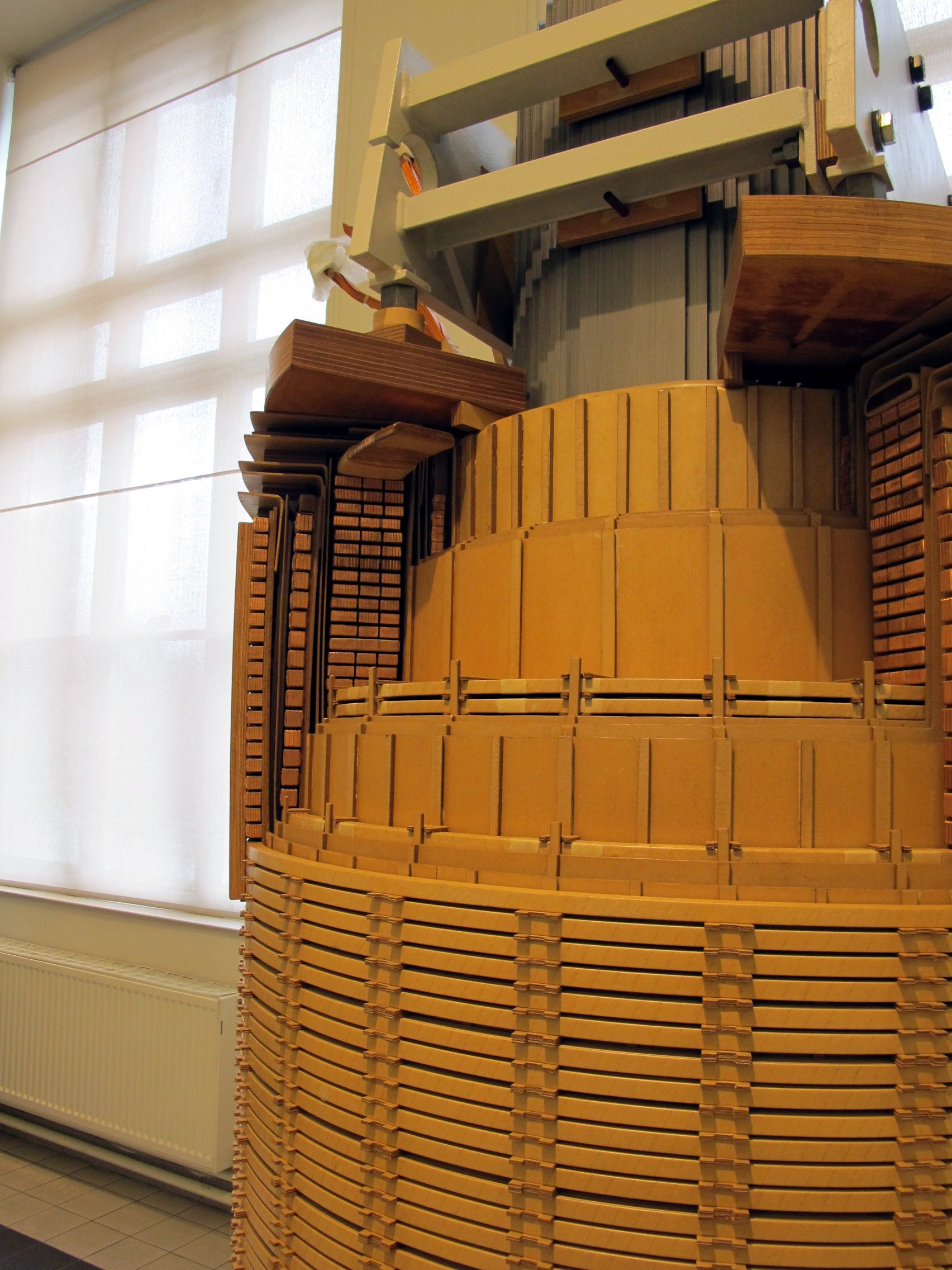
Teilschnitt der Wicklungen auf einem Schenkel eines 40-MVA-Leistungstransformators (110 kV auf 10 kV)

Dreiphasentransformatoren sind ähnlich wie einphasige Transformatoren aufgebaut. Im Unterschied zu diesen bestehen Primär- und Sekundärseite jedoch aus jeweils drei getrennten Wicklungen – üblicherweise mit U, V, W für die Oberspannungsseite und u, v, w für die Unterspannungsseite bezeichnet –, die auf einem weichmagnetischen Eisenkern, der üblicherweise einem „geschlossenen E“ ähnelt, untergebracht sind (siehe nebenstehende Skizze). Die drei mit den Spulen bewickelten Teile des Kernes werden Schenkel genannt, die Eisenkern-Brücke über die drei Schenkel Joch. Die Ober- und Unterspannungswicklung jeder Phase wird im einfachsten, üblichen Fall auf dem gleichen Schenkel angebracht, getrennt durch Isolationsmaterial und im späteren Einsatz bei großen Transformatoren auch Öl. Es gibt aber auch Fünfschenkelkerne (siehe unten). Die Kerne sind aus Texturblech einer Dicke von beispielsweise 0,35 mm so zusammengesetzt, dass der magnetische Fluss möglichst in Texturrichtung verläuft.
Zur gedanklichen Herleitung des Gesamtaufbaues geht man zunächst von drei Einphasentransformatoren für jeweils eine Phase aus – jeder mit einem Wickel und einem geschlossenen Kern. Der nicht bewickelte Schenkel, der Rückflussschenkel, dient dazu, den magnetischen Kreis zu schließen. Nun denkt man sich die drei Transformatoren sternförmig am Rückflussschenkel aneinander gefügt, sodass ein gemeinsamer Rückflussschenkel für alle drei Transformatoren entsteht. Bei einem symmetrisch belasteten Dreiphasensystem, d. h. bei gleicher Belastung aller drei Außenleiter, heben sich im gemeinsamen Rückflussschenkel des Eisenkerns die magnetischen Flüsse aufgrund der Phasenverschiebung gegenseitig auf, weshalb der Rückflussschenkel entfallen kann. Somit kann der Kern, wie in der Skizze dargestellt, als Dreischenkelkern ausgeführt werden.

Der symmetrische Fall ist jedoch im Betrieb nicht immer sicherzustellen, man spricht dann auch von einer Schieflast, die bei einigen Schaltgruppen zu einer unerwünschten Sternpunktverschiebung und einem starken magnetischen Streufluss führt. Zur Vermeidung dieses Zustands werden manche Dreiphasentransformatoren, abhängig von der Schaltgruppe (z. B. Kuppeltransformatoren in der Schaltgruppe „Yy0“) entweder mit einem Fünfschenkelkern mit zwei zusätzlichen äußeren Rückflussschenkeln versehen oder bei Dreischenkelkernausführung mit einer zusätzlichen Tertiärwicklung zur Kompensation ausgeführt. Eine solche Ausgleichswicklung ist in Dreieck geschaltet und führt nur dann einen (Ring-)Strom, wenn Schieflast vorliegt. Sie sorgt für die Stabilität (Symmetrie) des Sternpunktes bei Schieflast. Auch eine der Hauptwicklungen kann diese Funktion für die jeweils andere, in Stern geschaltete Hauptwicklung übernehmen, wenn sie in Dreieck geschaltet ist.
Wie die in Summe sechs Anschlüsse je Seite eines Dreiphasentransformators miteinander verschaltet werden, wird durch die Schaltgruppe bestimmt. Übliche Verschaltungen sind Stern- und Dreieckschaltung, die im Prinzip auf beiden Seiten beliebig kombiniert werden können. Dadurch ergeben sich zwischen den Außenleiterspannungen der Ober- bzw. Unterspannungsseite unterschiedliche Phasenverschiebungen, die nicht nur 0° bzw. 180° wie bei einphasigen Transformatoren betragen können. In diesen Fällen wird das Übersetzungsverhältnis durch einen komplexen Faktor ausgedrückt, der zusätzlich die Phasenverschiebung beinhaltet. Aus diesem Grund ist bei Parallelbetrieb von mehreren Dreiphasentransformatoren die Schaltgruppe zu beachten.

## Beispiel
Die Schaltgruppe Dyn5 eines Dreiphasenwechselstrom-Transformators bedeutet:
- D = Oberspannungswicklung in Dreieckschaltung
- y = Unterspannungswicklung in Sternschaltung
- n = herausgeführter Sternpunkt (Neutralleiter)
- 5 = Phasenverschiebung zwischen Ober- und Unterspannung beträgt: 5 * 30° = 150°

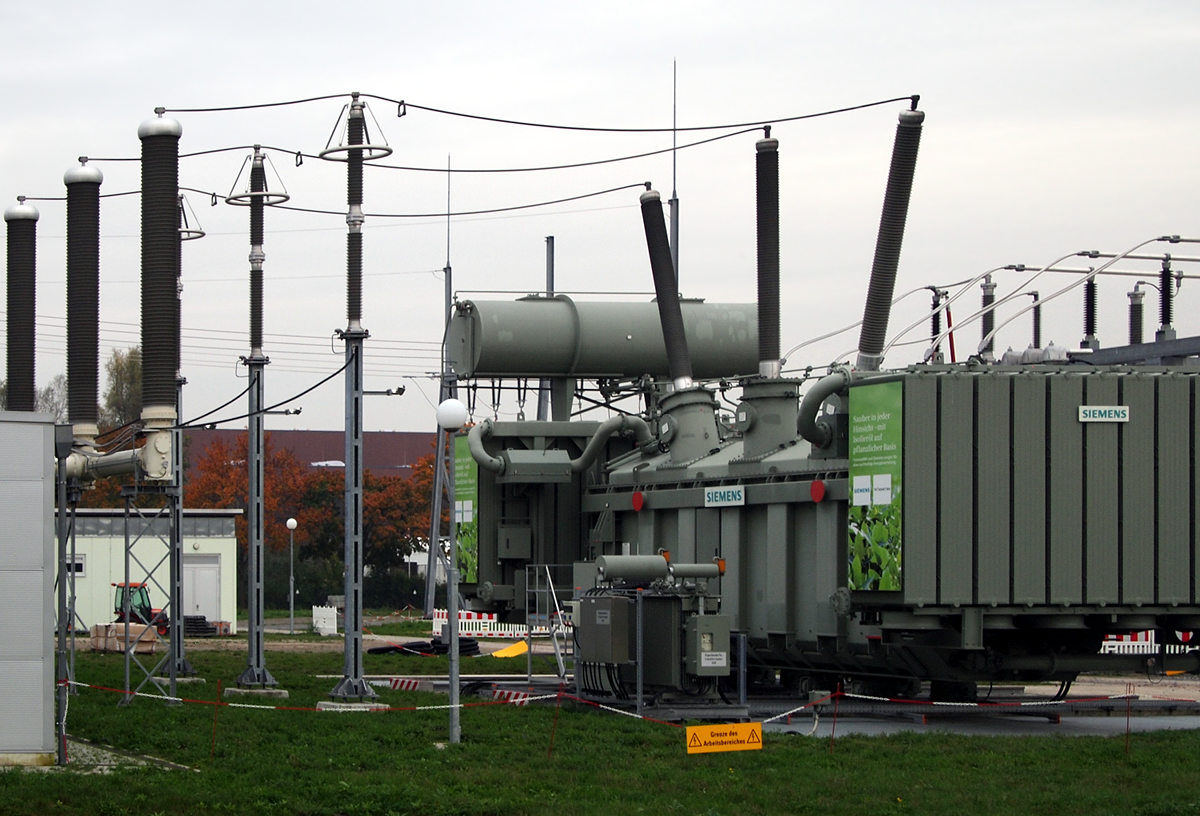
Von Höchst- auf Hochspannung
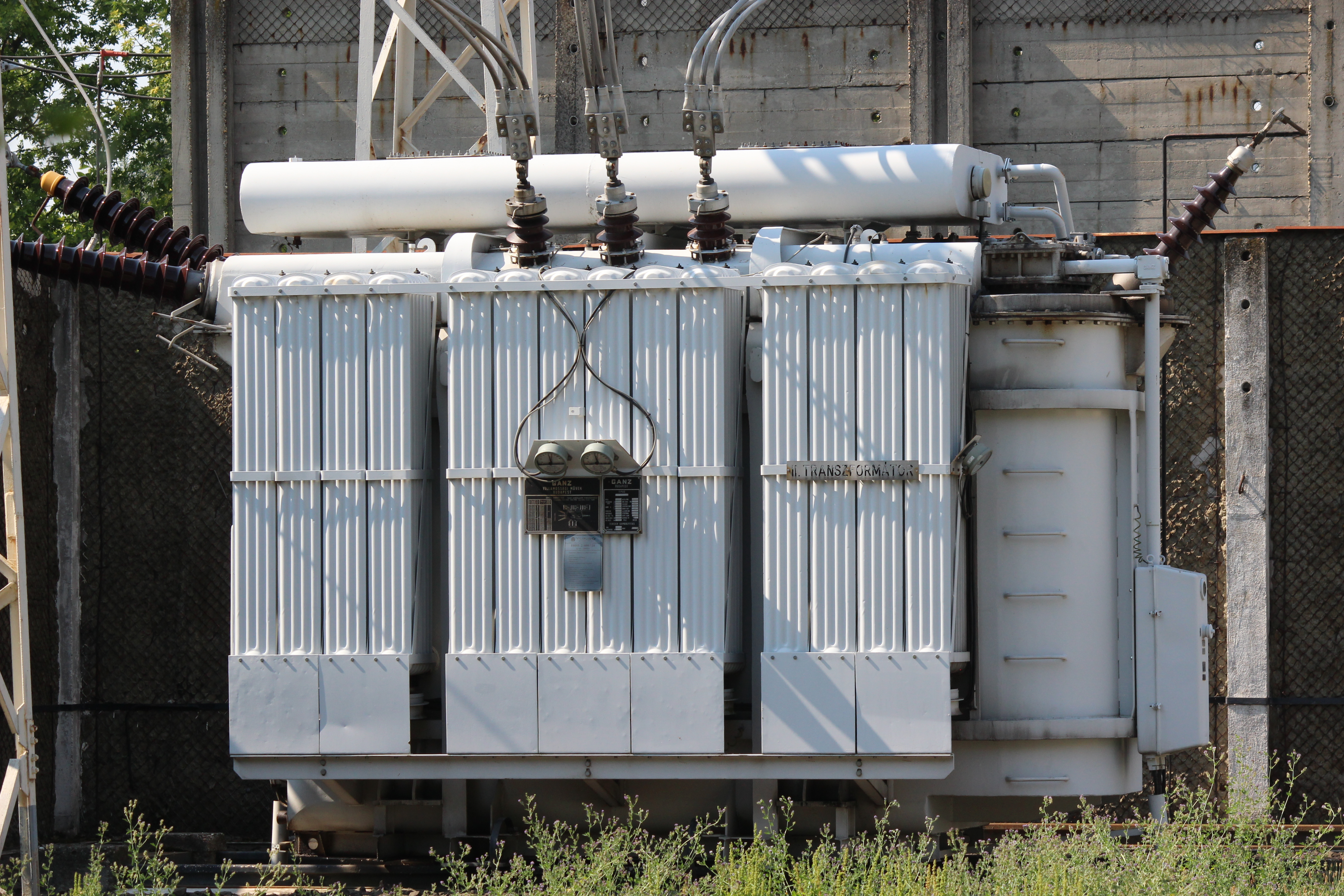
Von Hoch- auf Mittelspannung
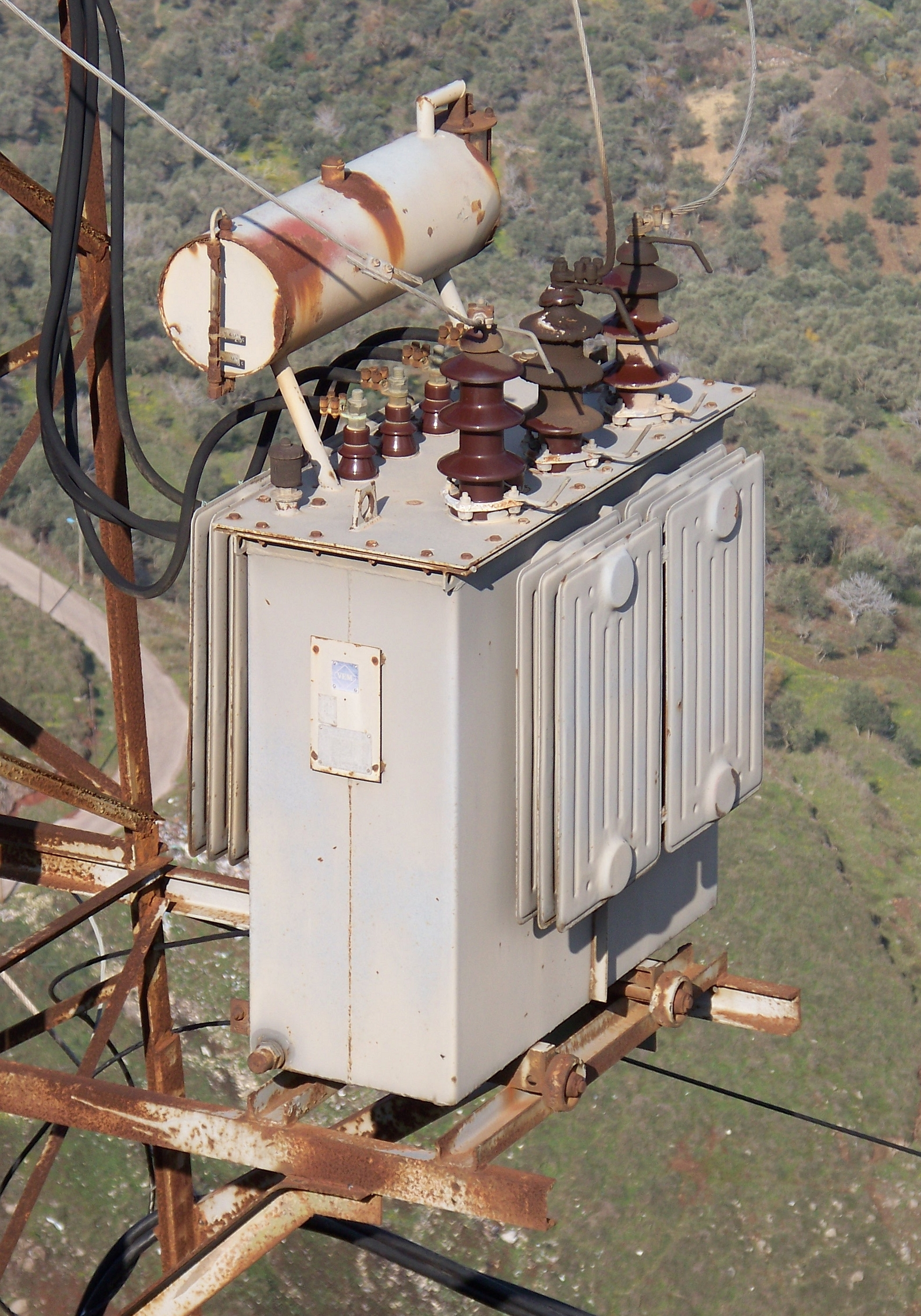
Von Mittel- auf Niederspannung (auf Hochspannungsleitungs-Mast)

## Beschränkungen

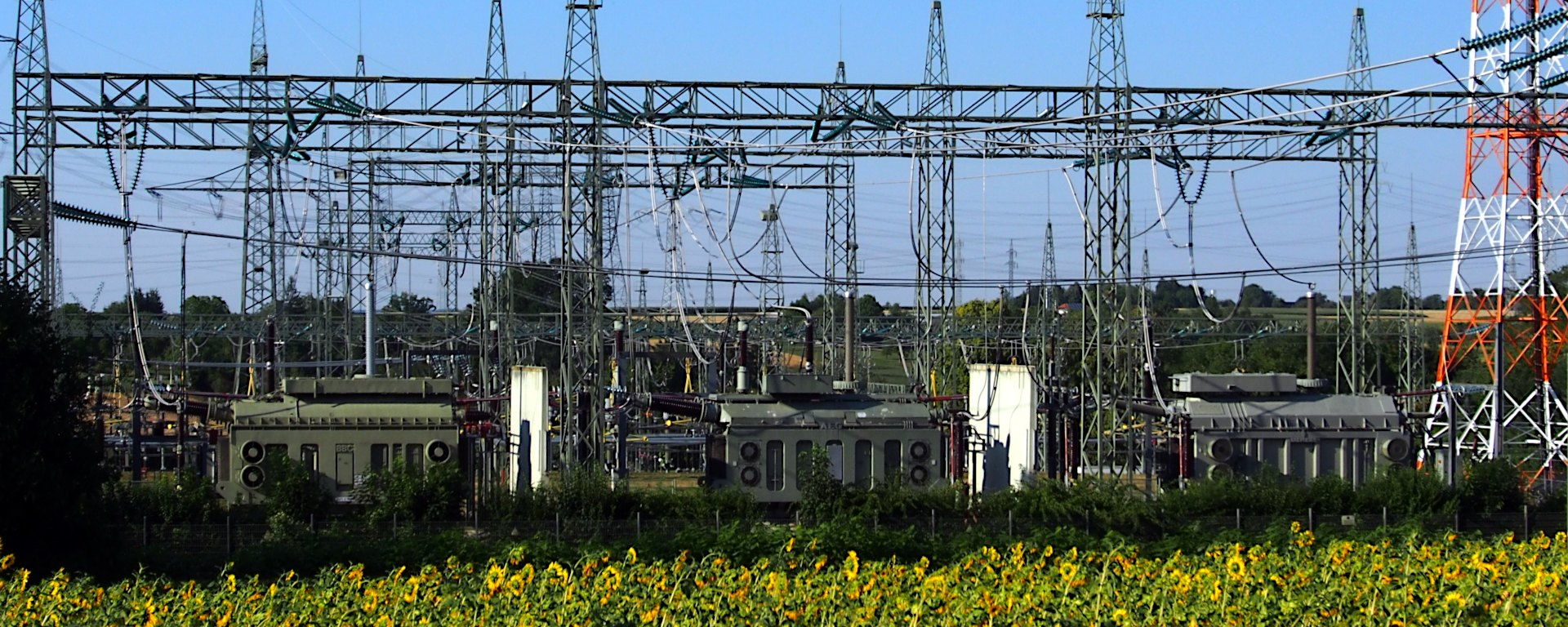
Drei einphasige Kuppeltransformatoren zwischen der 380-kV- und 220-kV-Ebene im Umspannwerk Hoheneck

Für sehr hohe Spannungen und große Übertragungsleistungen ist es nicht möglich, Dreiphasenwechselstromtransformatoren zu bauen, die auf öffentlichen Verkehrswegen transportiert werden können. Daher werden normalerweise drei einphasige Einheiten eingesetzt.